# Viatcheslav Mikhaïlov
Viatcheslav Mikhaïlov (en russe : Михайлов, Вячеслав Саввич) né le 3 septembre 1945 à Arzgir dans le Kraï de Stavropol en URSS, est un peintre russe membre de l'Union des peintres de Russie, membre de l'association des peintres italiens ITALART.

## Biographie
Viacheslav Mikhailov est né en 1945 dans la région de Stavropol, dans le village d'Arzgir. À trois reprises, Mikhailov a essayé en vain d'entrer à l'académie des beaux-arts de Rostov-sur-le-Don. Le refus écrit de l’école de «ne plus s’inquiéter de son  manque total de talents» lui a bien entendu semblé insultant, mais  a constitué pour lui un défi.
À l'âge de 26 ans, après avoir servi dans l'armée, Mikhailov se risque à entrer à l'Institut de peinture, de sculpture et d'architecture de Leningrad (Institut Répine). Pari réussi, puisqu'il est finalement  diplômé de l'université en classe de peinture dans l'atelier du professeur Yevsey Moiseyenko (en). En 1979, Mikhailov termine ses études de troisième cycle, également dans l'atelier de Moiseenko.
Les canons de l'enseignement académique n'ont pas tout à fait satisfait l'artiste. Aussi, à la fin des années 1970, les diplômés de l'Académie des arts Viacheslav Mikhailov et Valery Lukka, ainsi que l'artiste Felix Volosenkov, se sont organisés  en groupe créatif cherchant de nouveaux moyens d'expression. Pour créer des effets artistique nouveaux, ils ont commencé à utiliser des couches colorées en relief. Reniant la tradition en peinture ils essayent de donner vie à leurs œuvres en les  transformant en quelque chose d'organique. En même temps, leurs travaux se réfèrent à la littérature et  des images mythologiques éternelles.
Le renouveau dans le domaine de la texture restant toutefois leur souci premier. Les trois innovateurs ont été reconnus par les  critiques d'art et les admirateurs, et sont surnommés le groupe "Three Heroes".
Aujourd'hui, Vyacheslav Mikhailov est l'un des artistes les plus connus de Pétersbourg. L'auteur a eu la chance de trouver son langage expressif, rendant l'œuvre reconnaissable et suscitant un véritable intérêt. Dans ses travaux, la forme intéresse davantage que la signification, la sémantique. Ses sujets sont variés : les  motifs bibliques, les scènes de genre et des compositions complexes à plusieurs personnages. 
Le corps humain est traité de manière telle que plutôt que la beauté extérieure et l'esthétique du nu, ce sont l'anatomie, la structure de la chair qui l'intéressent. 
Mikhailov travaille en série répétitives, interprétant longtemps tel ou tel sujet. L'artiste admet que la mémoire, le sentiment d'être inclus dans un monde où il y a non seulement l'aujourd'hui, mais aussi le passé est important pour lui. Ses lourdes toiles de levkas préservent vraiment la mémoire du passé, et forcent son public à réfléchir et à ressentir

## Expositions
- 1987 : À la rédaction de la revue Jeunesse
- 1993 : Au Musée Russe
- 1996 : NEUE GALERIE, Hambourg Allemagne
- 1998 : Galerie HUUSSTEGE, Bois-le-Duc, Pays-Bas
- 2005 : «Architetture di colore», Design Art’s gallery, Bologne Italie
- 2009 : Exposition «The First Russian Art Fair», The Jumeirah Carlton Tower, Londres,Grande-Bretagne
- 2015 : Rétrospective Mikhaïlov au Musée Russe à Saint-Pétersbourg

## Collections
Ses œuvres se retrouvent parmi les collections de
- Galerie Tretiakov à Moscou
- Musée Russe à Saint-Pétersbourg
- Musée Erarta à Saint-Pétersbourg
- Moscow Museum of Modern Art (en)
- Musée Ludwig à Cologne en Allemagne
- Collection privée Korart/ Частное собрание KorArt
- Musée d'art moderne Diaghilev de l'Université d'État de Saint-Pétersbourg

## Conceptions de l'artiste
« La spécificité de mon travail c'est la surface. Sans surface, l'image peut ne pas être perçue. Je n'aime pas quand le travail de l'artiste est visible. Sauf si, comme chez Claude Monet, c'est conceptuel. Alors le mouvement visible du pinceau est justifié. J'ai toujours voulu que ma manière de faire des tableaux ne soit pas claire, qu'il n'y ait pas de sensation de peinture, que la surface apparaisse comme dans la nature, toute seule comme l'écorce d'un arbre, le dessin d'une feuille. Je suis attiré par le mystère de la peinture elle-même, par les formes. L'artiste doit envahir le monde, comme Dieu, créer sa propre forme et ne pas lever le nez. Faire concurrence à Dieu n'est toutefois pas la bonne façon. Quand vous regardez une fleur ou un scarabée vous comprenez que vous ne comptez pour rien. Et vous ne vous en approchez pas tant leur forme est difficile. L'artiste ne doit rien opposer à lui-même. Il doit être organique. C'est la seule manière de ne pas mentir. La nature organique est un don d'amour divin. »
En 2005, l'emblème de la conférence Problèmes actuels de la théorie et de l'histoire de l'art a été choisi  parmi les œuvres de Mikhaïlov : Tondo, place d'Espagne 